# 本間哲子
本間哲子（ほんまてつこ）は日本の歌手である。愛称はTECHIE（テッチー）

## 概要
- 1989年、金津ヒロシとユニットプラチナKITのボーカリストとしてテイチクよりデビュー
- 1991年、プラチナKIT活動休止。ソロ活動に入る
- 1992年、金子飛鳥、渡辺等、塩谷哲らのユニットAdiに加入
- 1993年、Adi活動休止

## ディスコグラフィー

### アルバム
- REALLY?!（1991年6月21日）
  1. BIG BIG LAND
  2. 虚構のヤムヤム
  3. な・り・た・い・ワタシ
  4. 真夜中の太陽
  5. transferer
  6. 5回目のさよならをもう一度
  7. SUTEKI-NA-MUSIC
  8. なんでもクリスタル
  9. NASTASIA
  10. 水の手

### 参加作品
- Vita Nova「ancient flowers」（1996年1月24日）
- Vita Nova「Laulu」（1996年7月24日）
- 上野洋子「ナーサリー・チャイムス」（1997年5月25日）
- Vita Nova「SHINONOME」（1997年6月25日）
- Vita Nova「suzuro」（1997年11月19日）
- 「CRIED～ゼノギアス SOUND TRACK～」（1998年4月22日）
- 「幻想水滸伝II　音楽集～ORRIZONTE～」（2000年5月10日）
- Vita Nova「SHIAWASE*」（2002年12月4日）
- 「.hack//黄昏の腕輪伝説 ORIGINAL SOUNDTRACK」（2003年2月21日）
- 「わかつきめぐみの宝船ワールド」
- 「VIDEO GIRL AI 2nd IMAGE SOUNDTRACK」
- 「Freudian Slip」　（1998年3月）